# Howard Johnson (musicien)
Pour les articles homonymes, voir Howard Johnson et Johnson.
Howard Louis Johnson, né le 7 août 1941 à Montgomery, dans l’Alabama et mort le 11 janvier 2021 à New York,, est un musicien américain de jazz dont les instruments de prédilection sont le tuba et le saxophone baryton. Il s'est aussi illustré à la clarinette basse, à la trompette et, ponctuellement, comme chanteur.
On a pu l'entendre dans les orchestres de Gil Evans, George Gruntz, Jaco Pastorius, Carla Bley, mais aussi avec The Band ou Taj Mahal. On le retrouve aussi avec John Lennon sur Walls and Bridges en 1974 et sur Double Fantasy en 1980 et James Taylor. Il a aussi enregistré quatre albums comme leader.

## Biographie
Johnson est né à Montgomery, Alabama, États-Unis, mais dès l'âge de deux ans, il a grandi à Massillon, Ohio. Musicien autodidacte, il a commencé à jouer du saxophone baryton et du tuba alors qu'il était encore au lycée. Après avoir obtenu son diplôme en 1958, il a servi dans la marine américaine avant de s'installer à Boston, où il a vécu avec la famille du batteur Tony Williams. Il a ensuite passé du temps à Chicago, où il a rencontré Eric Dolphy, avant de déménager à New York en 1963.
Dans les années 1960, il a travaillé avec Charles Mingus, Hank Crawford, Rahsaan Roland Kirk, Archie Shepp, et Hank Mobley sur l'album A Slice of the Top. Il a également commencé une longue association avec Gil Evans en 1966. Il était l'arrangeur d'une section de cuivres qui a soutenu Taj Mahal sur l'album live de Mahal en 1971, The Real Thing, qui comprenait trois autres tubistes/multi-instrumentistes, Bob Stewart, Joseph Daley et Earl McIntyre. Johnson a également joué avec le groupe The Band sur leur album live Rock of Ages, dans le film The Last Waltz et dans le nouveau millénaire avec le groupe de Levon Helm.
Au cours des années 1970, il était le chef d'orchestre du Saturday Night Live Band ; on peut le voir dans plusieurs numéros musicaux, notamment jouer du saxophone basse dans le sketch "King Tut" et diriger son groupe entièrement tuba Gravity dans une performance vedette de la saison 3, épisode 17. Gravity était peut-être son groupe le plus connu.
Il a dirigé trois groupes de tuba, a collaboré avec Tomasz Stanko, Substructure, Tuba Libre et Gravity. Il a enregistré fréquemment. En 1981, il se produit au Woodstock Jazz Festival, organisé pour célébrer le dixième anniversaire du Creative Music Studio. Il a eu un rôle mineur dans le film de 1983, Eddie and the Cruisers en remplacement de Wendell. Il est également apparu dans des épisodes de Matlock et Hill Street Blues. En 1984, il fait partie du Gil Evans Orchestra, accompagnant Jaco Pastorius au Live Under The Sky Festival au Japon.
Johnson a accompagné James Taylor dans une performance de "Jelly Man Kelly" sur Sesame Street en 1983, et aussi sur une flûte quand Taylor chante pour Oscar le Grouch.

## Discographie

### En tant que leader
- 1994: Arrival: A Pharoah Sanders Tribute (Verve)
- 1995: Gravity!!! (Verve)
- 1998: Right Now (Verve)
- 2017: Testimony (Tuscarora)

### - En tant que sideman
- Hank Crawford: Dig These Blues (Atlantic, 1965), After Hours (Atlantic, 1966), Mr. Blues (Atlantic, 1967), Night Beat (Milestone, 1989), Groove Master (Milestone, 1990), Tight (Milestone, 1996)
- Charles Mingus: Music Written for Monterey 1965 (Jazz Workshop, 1965), Charles Mingus and Friends in Concert (Columbia, 1972), Let My Children Hear Music (Columbia, 1972)
- Archie Shepp: Mama Too Tight (Impulse!, 1966)
- Gary Burton: A Genuine Tong Funeral (RCA, 1967–68)
- Gábor Szabó & Bob Thiele: Light My Fire (Impulse!, 1967)
- Gerald Wilson: Live and Swinging (Pacific Jazz, 1967)
- Charlie Haden: Liberation Music Orchestra (Impulse, 1968)
- Jazz Composers Orchestra: Communications (JCOA, 1968)
- Gil Evans: Blues in Orbit (Enja, 1969–71), Svengali (ACT, 1973), The Gil Evans Orchestra Plays the Music of Jimi Hendrix (RCA, 1974), There Comes a Time (RCA, 1975), Live at Sweet Basil (Gramavision, 1984), Live at Sweet Basil Vol. 2 (Gramavision, 1984)
- Andrew Hill: Passing Ships (Blue Note, 1969)
- Pharoah Sanders: Izipho Zam (My Gifts) (Strata-East, 1969 [1973])
- Leon Thomas: The Leon Thomas Album (Flying Dutchman, 1970)
- Johnny Coles: Katumbo (Dance) (Mainstream, 1971)
- Taj Mahal: Taj Mahal (Columbia, 1968), The Real Thing (Columbia, 1972)
- Charles Tolliver: Music Inc. (Strata-East, 1971)
- The Band: Rock of Ages (Capitol, 1972)
- Carla Bley: Tropic Appetites (Watt, 1973–74), Escalator over the Hill
- John Lennon, Walls and Bridges (Apple, 1974)
- Sam Rivers: Crystals (Impulse! 1974)
- Gato Barbieri: Chapter Three: Viva Emiliano Zapata (Impulse!, 1974), Chapter Four: Alive in New York (Impulse!, 1975)
- Jaco Pastorius: Jaco Pastorius (Sony, 1975), Word of Mouth (Warner Bros., 1981)
- Muddy Waters: The Muddy Waters Woodstock Album (Chess, 1975)
- Dexter Gordon: Sophisticated Giant (Columbia, 1977)
- Levon Helm & the RCO All-Stars: Levon Helm & the RCO All-Stars (ABC, 1977)
- The Band, The Last Waltz (Capitol, 1978)
- Clifford Jordan: Inward Fire (Muse, 1978)
- John Lennon and Yoko Ono, Double Fantasy (Capitol, 1980)
- David "Fathead" Newman: Still Hard Times (Muse, 1982)
- James Taylor: "Jellyman Kelly" (Sesame Street, 1983)
- Jack De Johnette Special Edition: Album Album (ECM, 1984)
- Jimmy Heath: New Picture (Landmark, 1985)
- Franco Ambrosetti: Tentets (Enja, 1985)
- George Gruntz Concert Jazz Band: First Prize (Enja, 1989)
- Miles Davis: Miles & Quincy Live at Montreux (Warner Bros., 1991)
- NDR Big Band: Bravissimo (ACT, 1992)
- Ray Anderson: Big Band Record (Gramavision, 1994) with the George Gruntz Concert Jazz Band
- The Band, High on the Hog (Rhino, 1996)
- Barbara Dennerlein: Junkanoo (Verve, 1996)
- John Scofield: Quiet (Verve, 1996)
- T. S. Monk: Monk on Monk (N2K, 1997)
- Chet Baker: But Not for Me (Random Chance, 2003)
- David "Fathead" Newman: Cityscape (HighNote, 2006)

### Avec George Gruntz Concert Jazz Band
- The George Gruntz Concert Jazz Band with Guest Star Elvin Jones (MPS, 1978)
- At Zürich Schauspielhaus (Kenwood, 1981)
- Live 82 (Amiga, 1982)
- Theatre (ECM, 1983)
- Happening Now! (Hat Hut, 1987)
- First Prize (Enja, 1989)
- Beyond Another Wall (TCB, 1991)
- Blues 'n' Dues et Cetera (Enja, 1991)
- Ray Anderson & The George Gruntz Big Band (Gramavision, 1994)

### Avec Mario Pavone
Deez to Blues (Playscape, 2006)